# Танигути, Норио
Норио Танигути (яп. 谷口 紀男 Танигути Норио) — японский физик, впервые предложивший термин «нанотехнологии».

## Биография
Норио Танигути родился в 1912 году. Свои исследования Танигути начинал в области высокоточной абразивной обработки твердых и хрупких материалов. Позднее, в Токийском университете (Tokyo Science University) занимался изучением ультрапрецизионной обработки материалов с помощью различных технологий — электрического разряда, микроволн, ионных и электронных пучков, а также лазеров.
В 1974 году в своей работе предложил термин «нанотехнология». Нанотехнологиями («nano-technology») он называл процессы создания полупроводниковых структур с точностью порядка нанометра с помощью методов фокусированных ионных пучков, осаждения атомных слоев и др.
Нанотехнологии преимущественно состоят из процессов разделения, объединения и деформации материалов атом за атомом или молекула за молекулойТанигути
В 1986 году термин «нанотехнологии» независимо от Норио Танигути предложил американский инженер и популяризатор Эрик Дрекслер в своей книге «Машины создания: Грядущая эра нанотехнологии».
Танигути ушёл из жизни в 1999 году.